# Бланшар, Жак
Жак Бланшар (фр. Jacques Blanchard; 1 октября 1600[…], Париж — 10 ноября 1638, Париж) — французский живописец, рисовальщик и гравёр академического направления первой половины XVII века. Испытал значительное влияние творчества Питера Пауля Рубенса.

## Биография
Жак Бланшар был сыном Габриэля Бланшара, зажиточного уроженца города Кондриё в окрестностях Лиона, депутата по делам своего города в Париже. Он останавливался там у художника Жерома Боллери (ок. 1532—1598), на дочери которого женился. Мать Жака, урождённая Боллери, принадлежала к семье художников. Поэтому Жак Бланшар в начале 1613 года был отдан в ученики своему дяде, художнику Никола Боллери (1560—1630). У Жака Бланшара было два брата: один по имени Пьер, другой — Жан-Батист (1595—1665), также художники. Ещё у него была сестра, о которой ничего не известно.
В 1620—1623 годах Бланшар жил в Лионе, в доме своего друга, художника Ораса Ле Блана, а осенью 1624 года отправился в Рим вместе с братом-художником Жаном-Батистом. В 1626 году Бланшар переехал в Венецию. Он покинул лагуну в апреле 1628 года, написав там картину «Метаморфозы Овидия», известную по упоминанию о ней Андре Фелибьена. После этого он отправился в Турин, где около года работал при дворе савойского герцога Карла Эммануила I и написав для него семь или восемь картин, в том числе «Любовь Венеры и Адониса». Сообщается, что в Венеции успех его был так велик, что художника прозвали «французским Тицианом» за колорит, свободную технику письма, а также за вкус к женской красоте, который он проявил в изображениях обнажённых и цветущих женщин. Теперь это воспринимается явным преувеличением.
В 1629 году Бланшар вернулся в Париж, проехав по дороге через Лион, где создал портрет своего друга Ораса Ле Блана. В Париже Бланшар прожил оставшуюся часть жизни, причём в 1636 году был назначен королевским живописцем.
Художник был дважды женат, и имел сына, Луи-Габриэля Бланшара (1630—1704), который также стал живописцем и, кроме того, казначеем Королевской академии живописи и скульптуры; и двух дочерей, выданных замуж, но они умерли через некоторое время после свадьбы.
Жак Бланшар скончался в Париже от воспаления грудной клетки в 1638 году в возрасте тридцати восьми лет. Отпевание состоялось в церкви Сен-Поль-де-Шам (утрачена), но похоронен художник был в церкви Сен-Жан-ан-Грев (также не сохранилась).
Как художник-декоратор, Бланшар занимался созданием плафонных росписей, в частности, в Версале и Трианоне, но ни одна из них не сохранилась до наших дней. Произведения, авторство которых достоверно установлено, датируются периодом его возвращения во Францию. Своим образцом Бланшар считал шедевры выдающихся венецианских художников эпохи Возрождения: Тициана, Тинторетто и Веронезе, чьи работы он изучал в Италии.
Жак Бланшар известен и в качестве гравёра. В санкт-петербургском Эрмитаже имеется три картины Жака Бланшара.

## Галерея

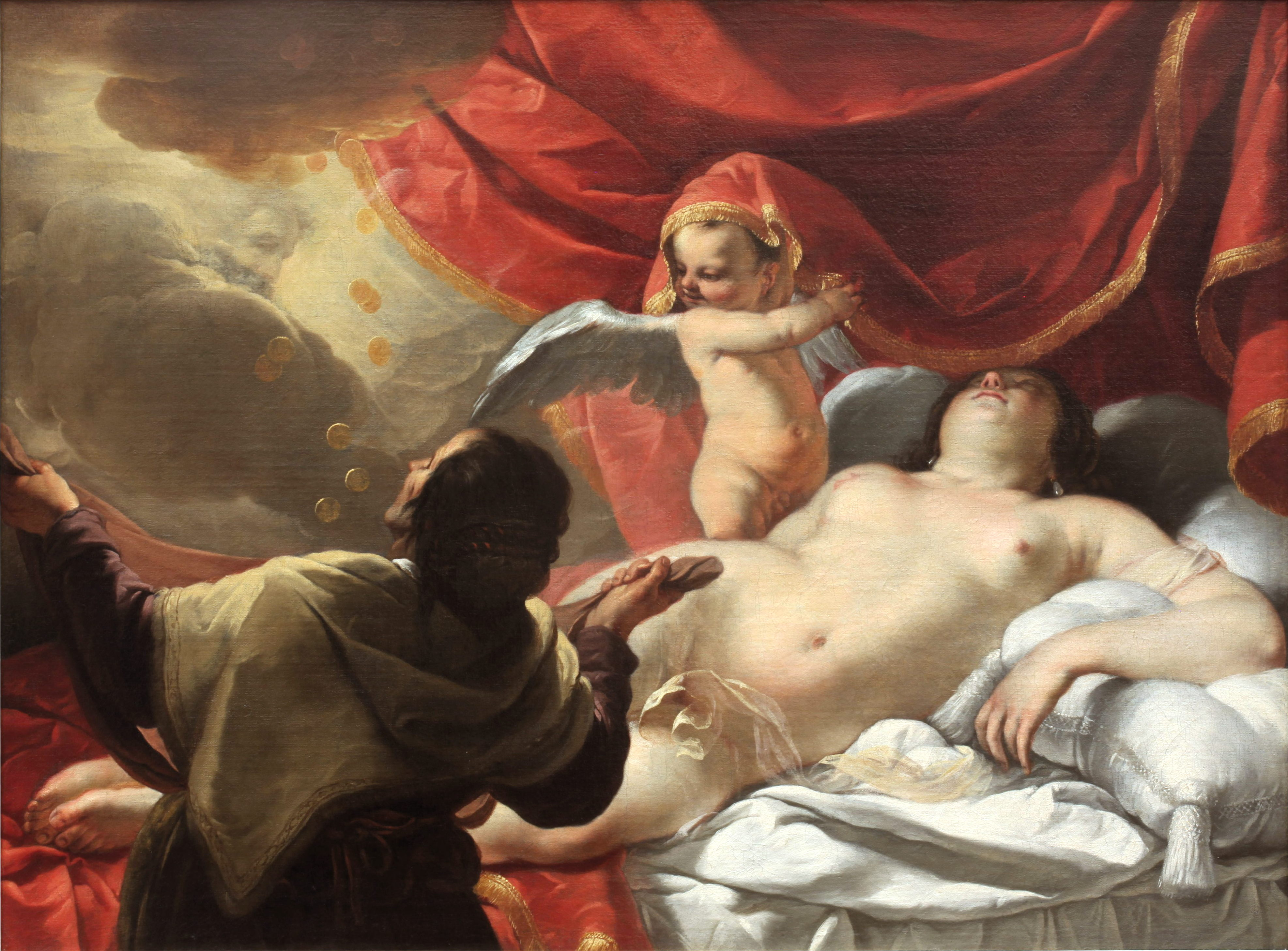
Даная. Между 1630 и 1633. Холст, масло. Лионский музей изобразительных искусств
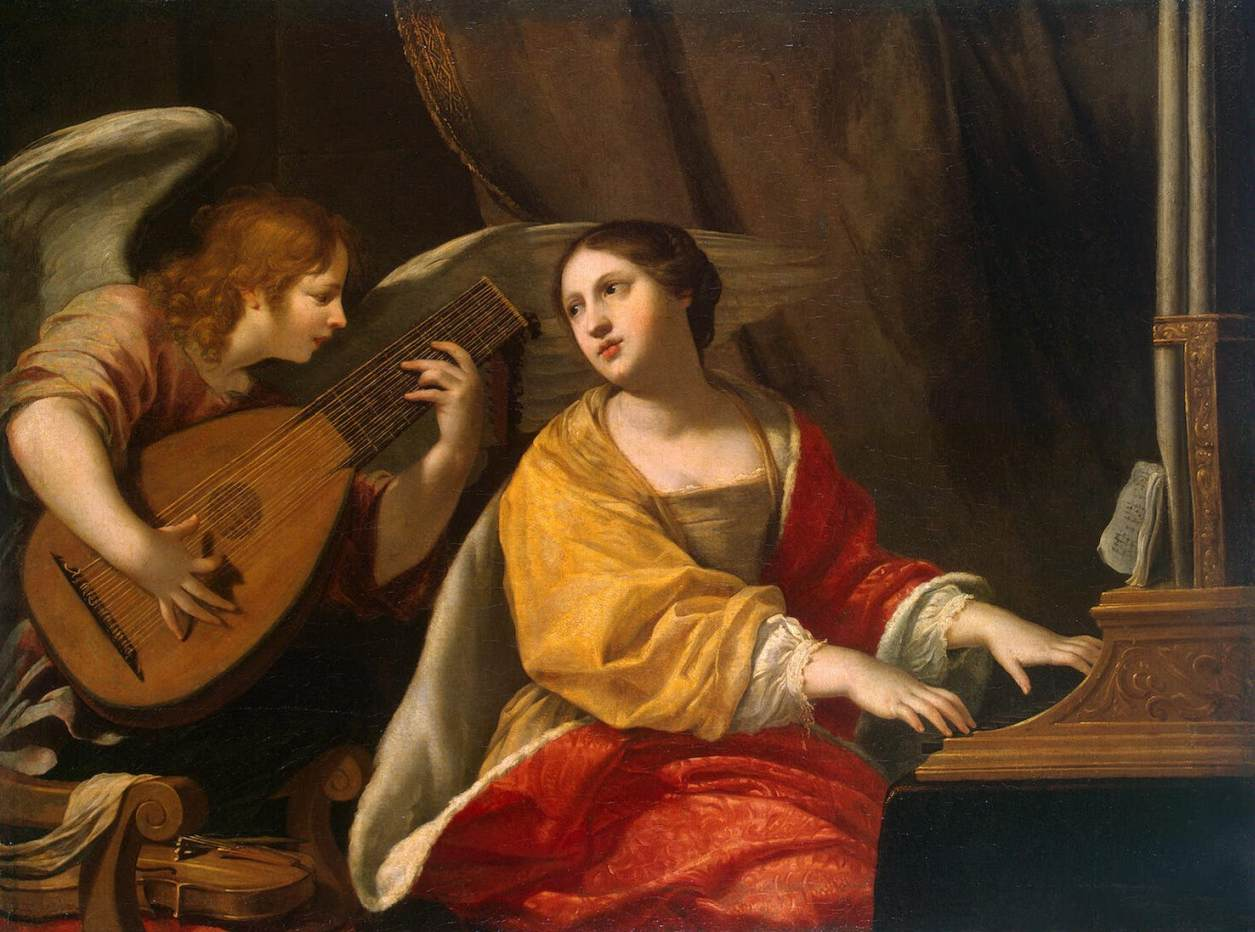
Святая Цецилия. Около 1636. Холст, масло. Государственный Эрмитаж, Санкт-Петербург
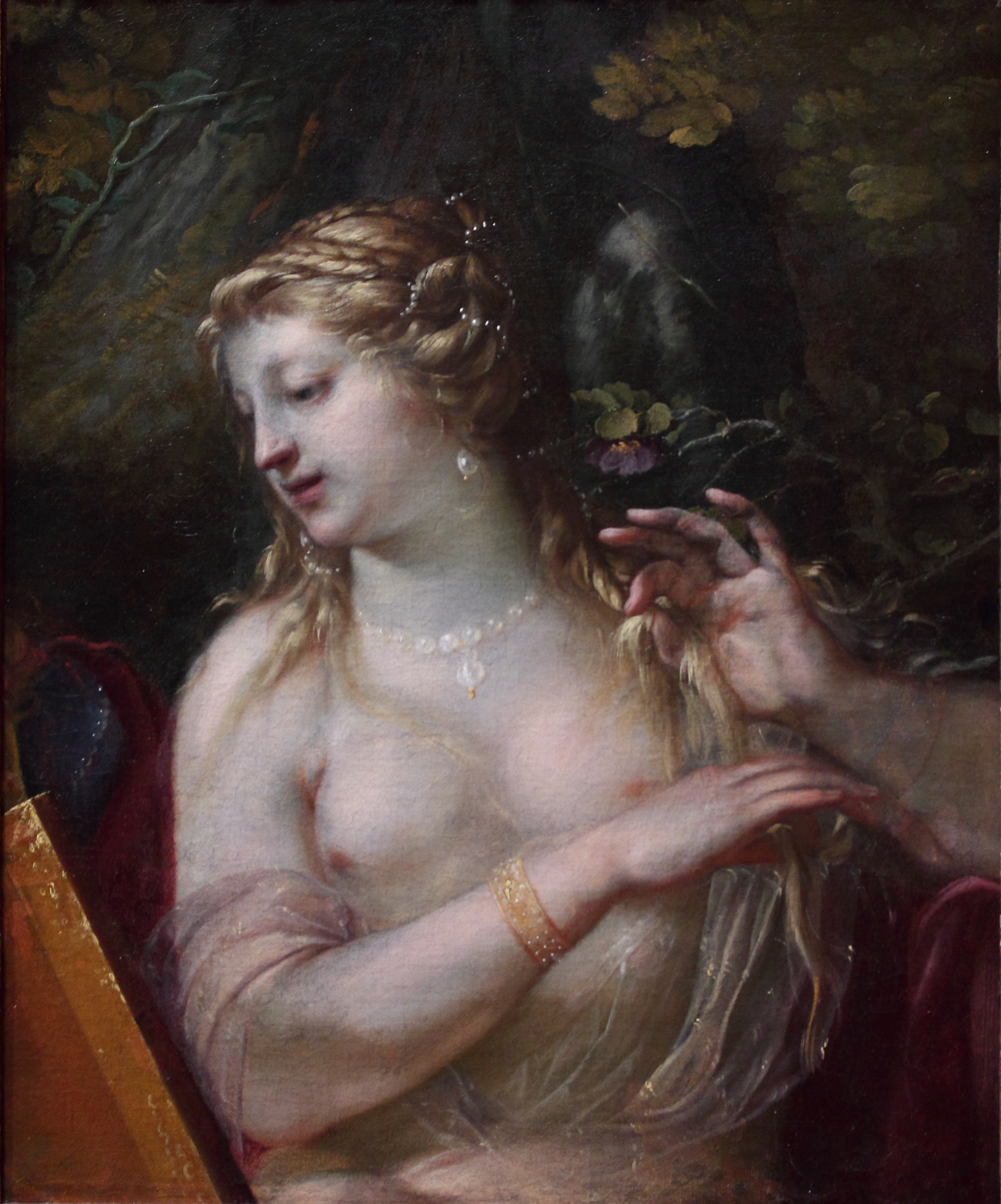
Aрмида. Холст, масло. Музей изящных искусств, Рен
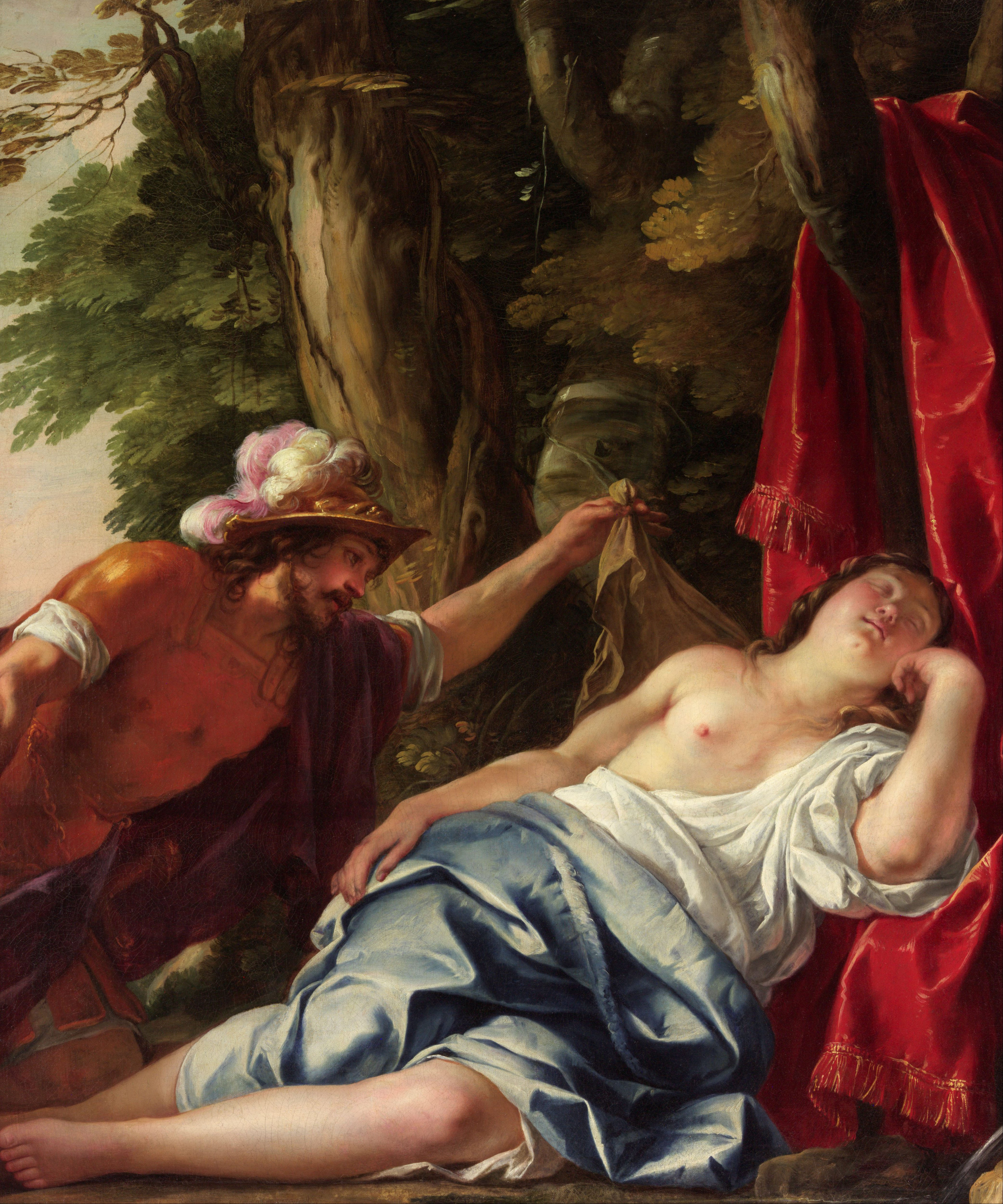
Марс и Рея Сильвия. 1638. Холст, масло. Художественная галерея Нового Южного Уэльса, Сидней, Австралия
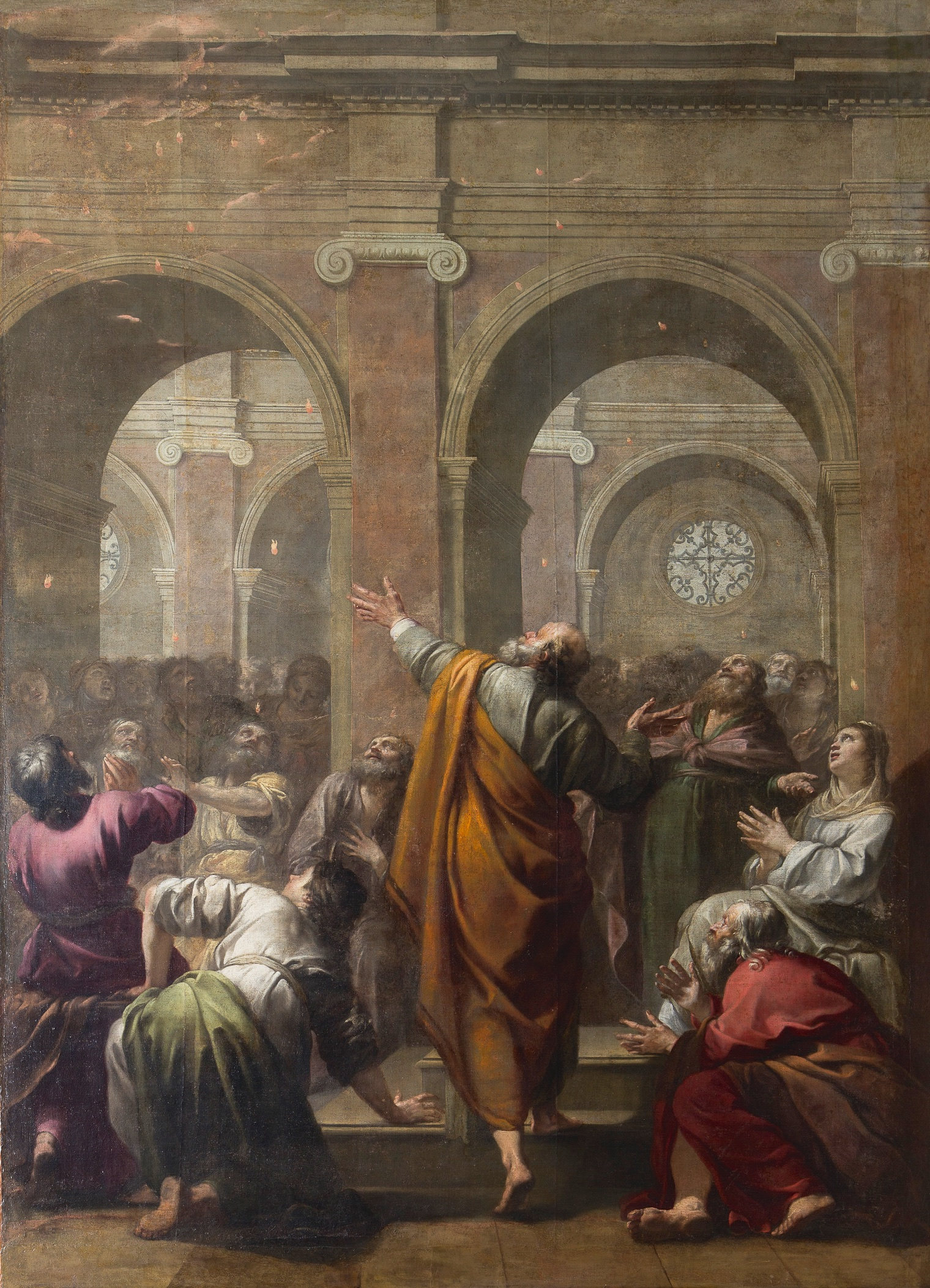
Сошествие Святого Духа на апостолов. 1634. Холст, масло. Собор Парижской Богоматери
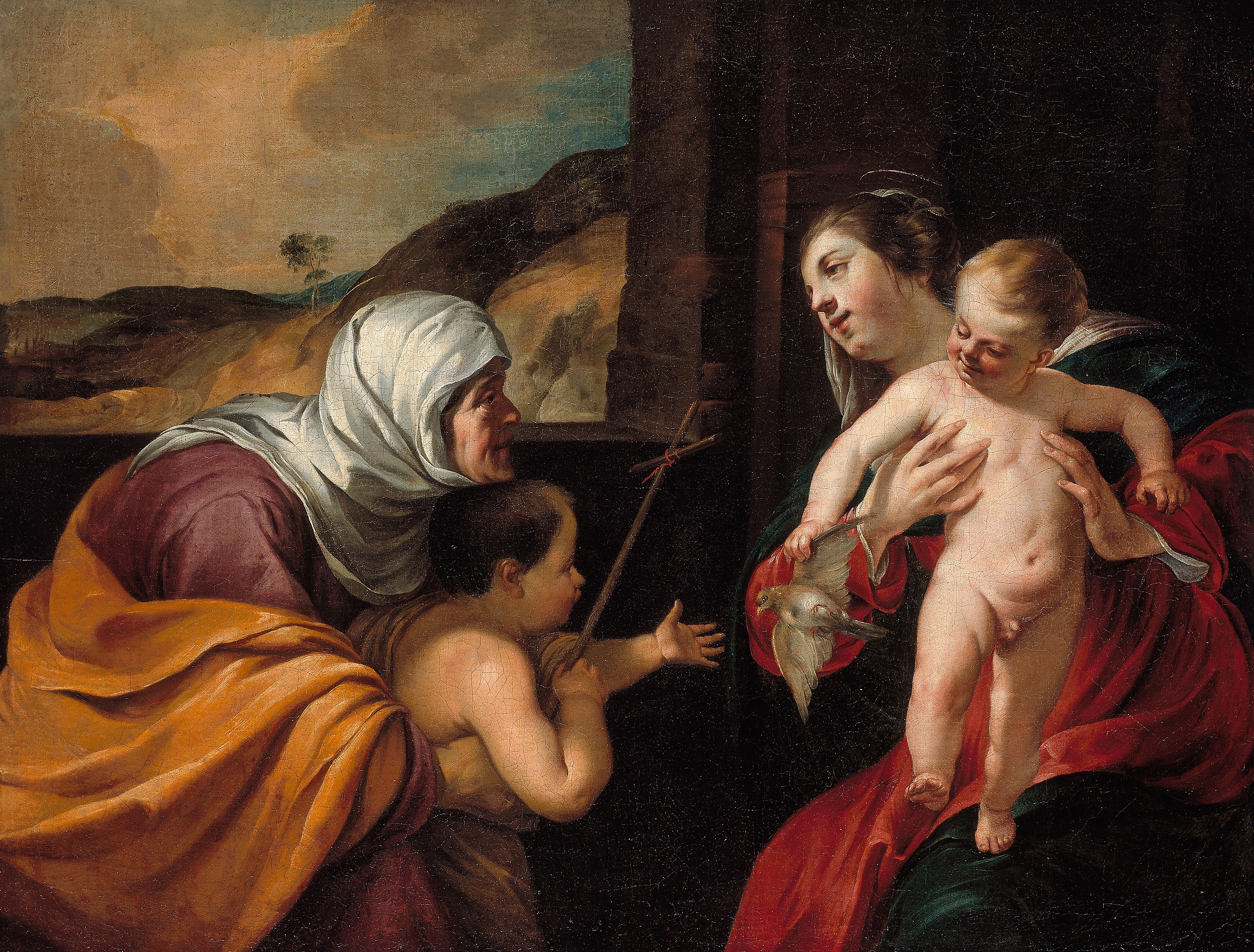
Дева Мария с Младенцем, святыми Елизаветой и младенцем Иоанном Крестителем. Между 1628 и 1629. Холст, масло. Чикагский институт искусств
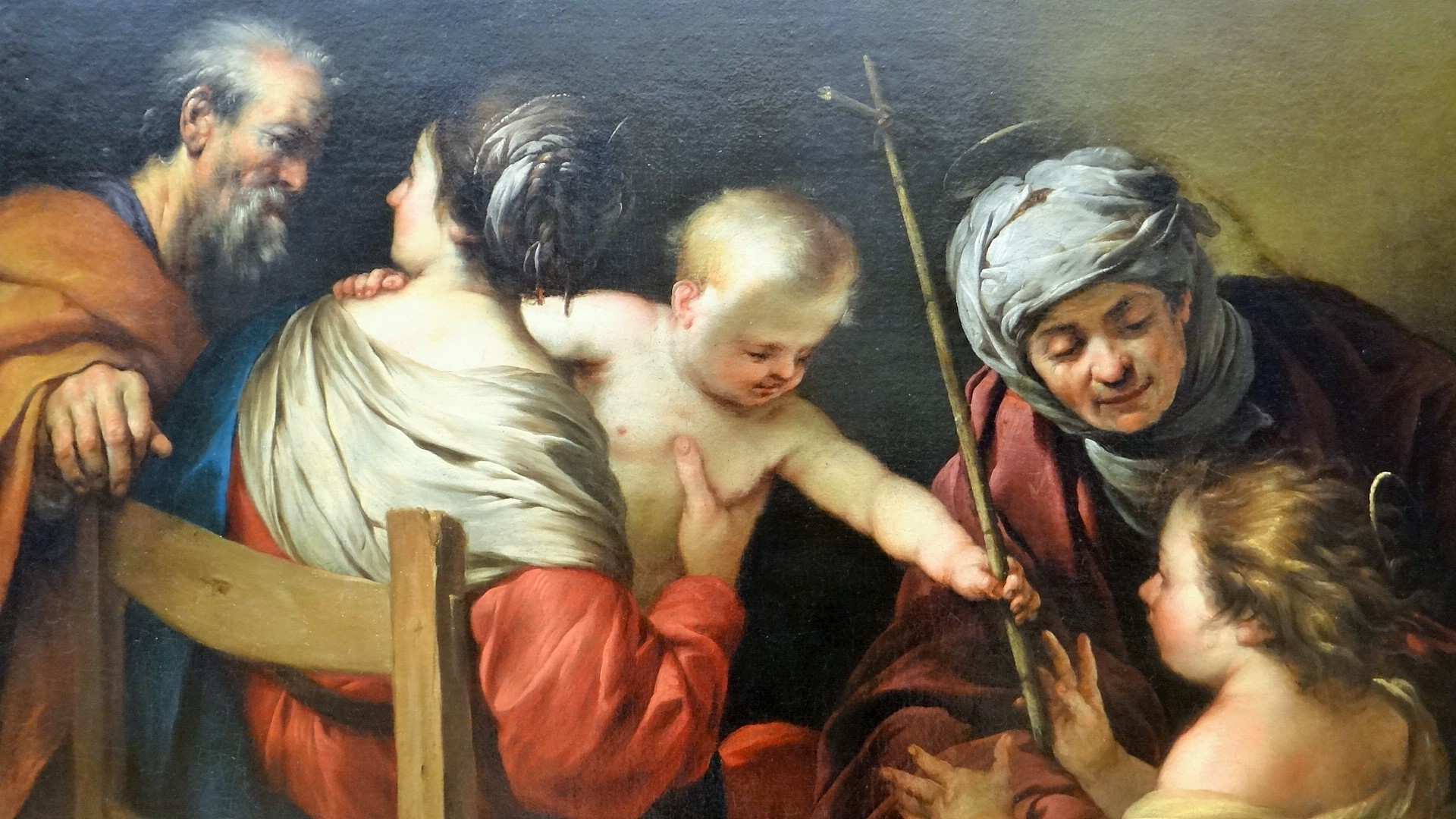
Святое Семейство со святыми Елизаветой и маленьким Иоанном Крестителем, которому Младенец Иисус дает тростниковый крест. Ок. 1630. Холст, масло. Лувр, Париж
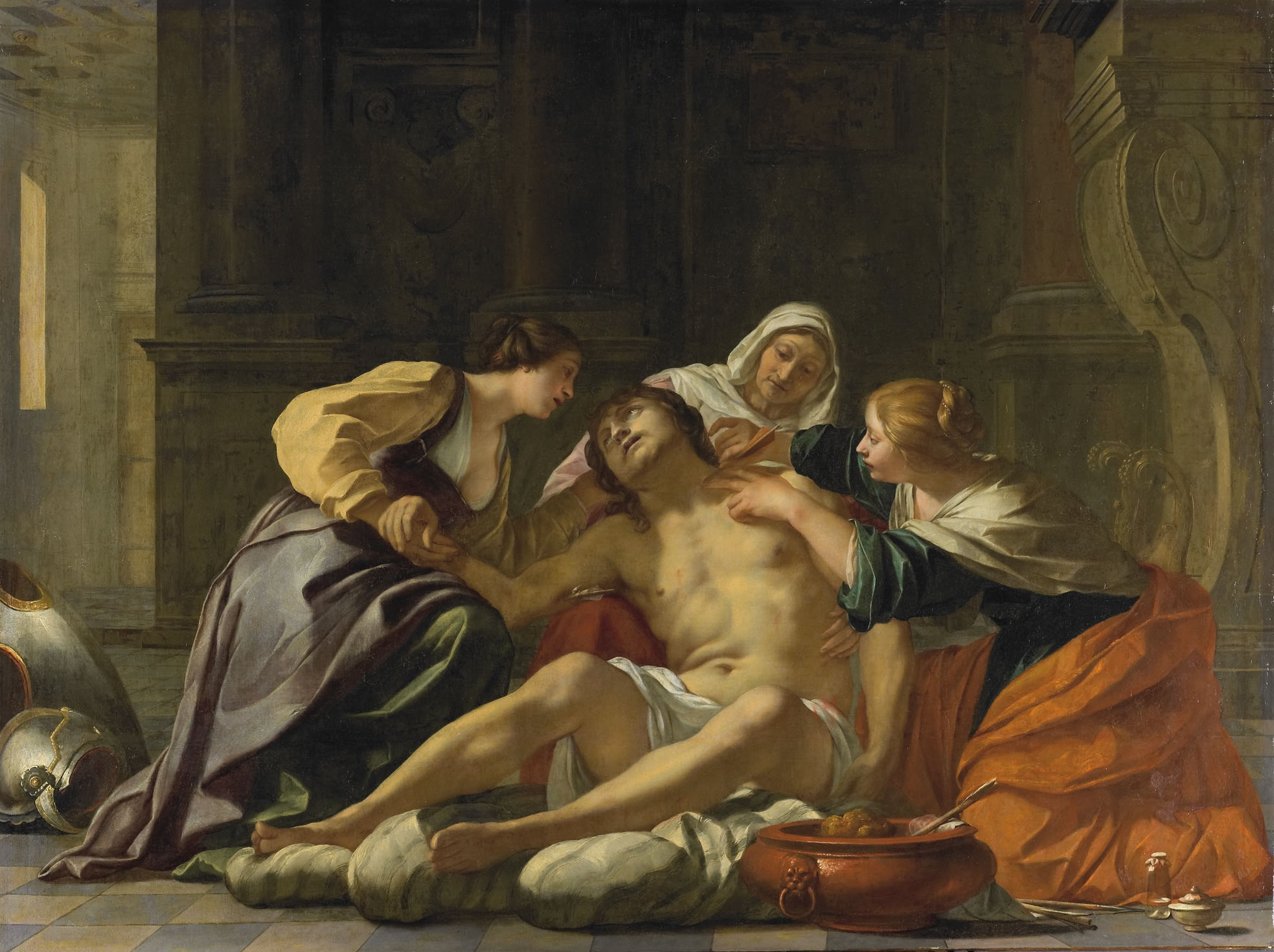
Благочестивая вдова Ирина и две других женщины, выдёргивающие стрелы из тела раненого Святого Себастьяна. Между 1630 и 1638. Холст, масло. Рейксмюсеум, Амстердам
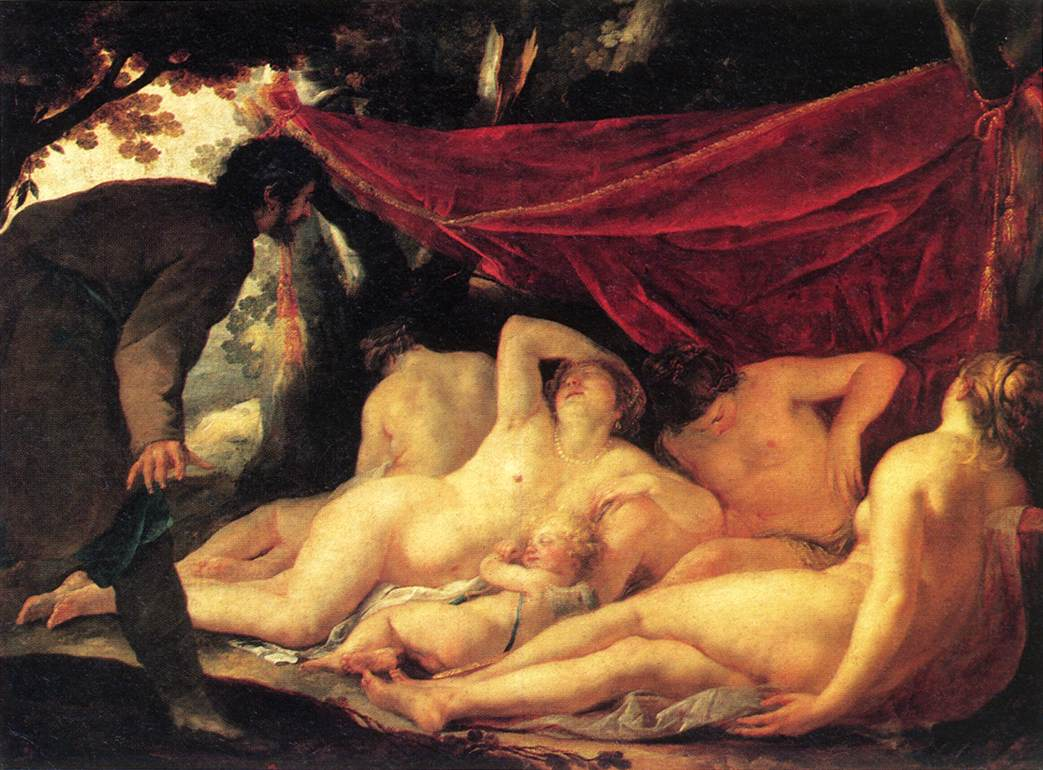
Венера и три грации, застигнутые смертным. Между 1631 и 1633. Холст, масло. Лувр, Париж
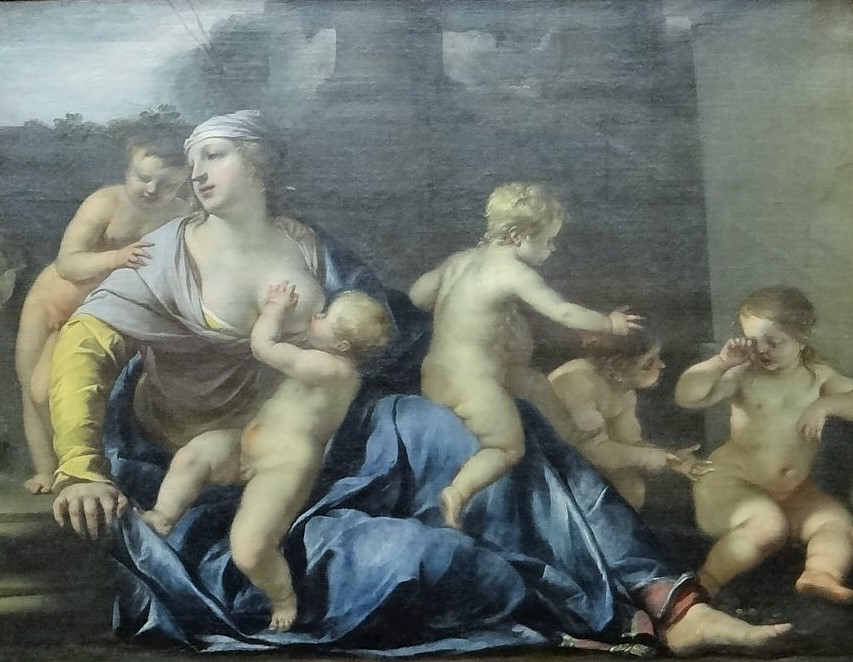
Благотворительность. 1633. Холст, масло. Лувр, Париж
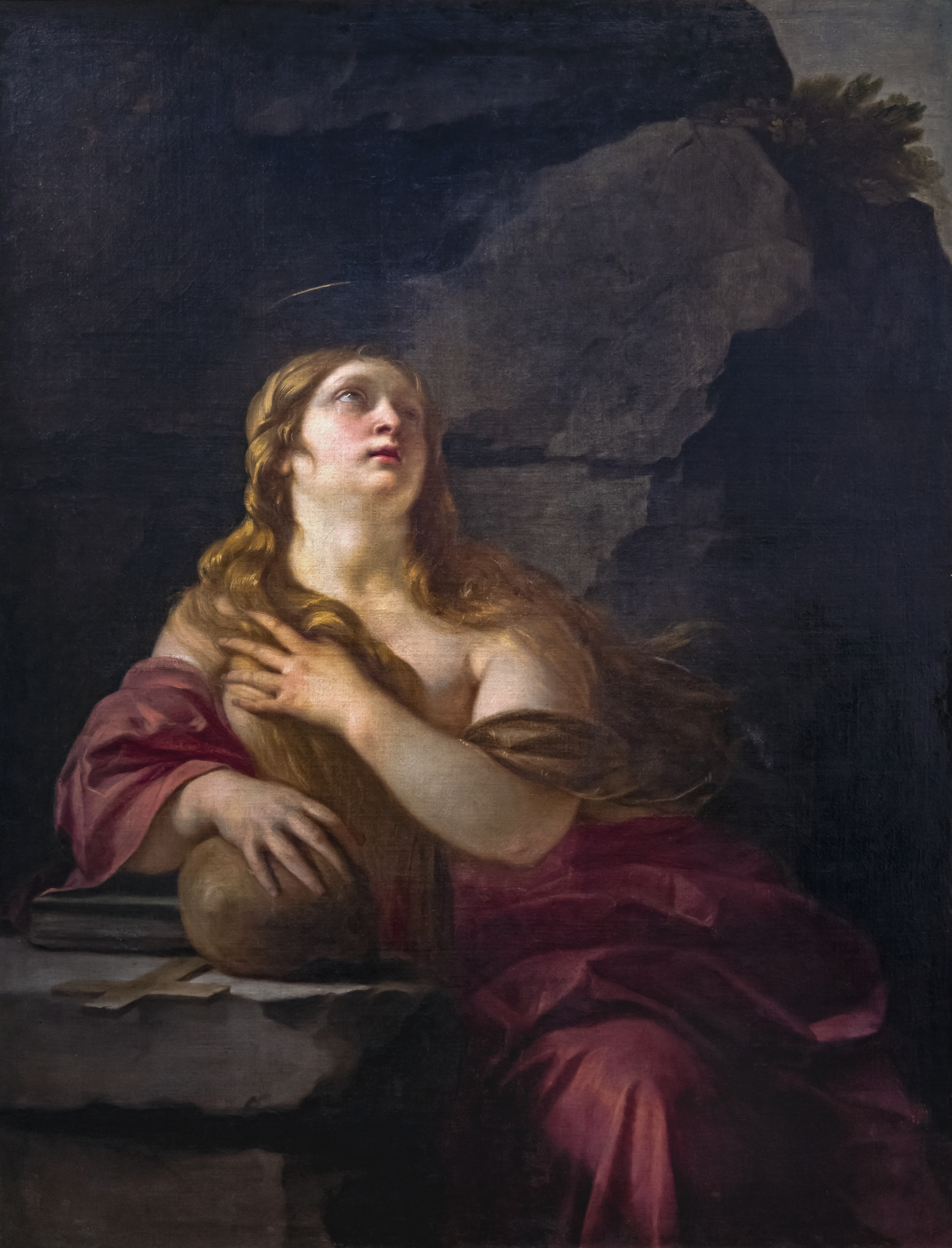
Кающаяся Мария Магдалина. Между 1635 и 1638. Холст, масло. Фонд Бемберг, Тулуза
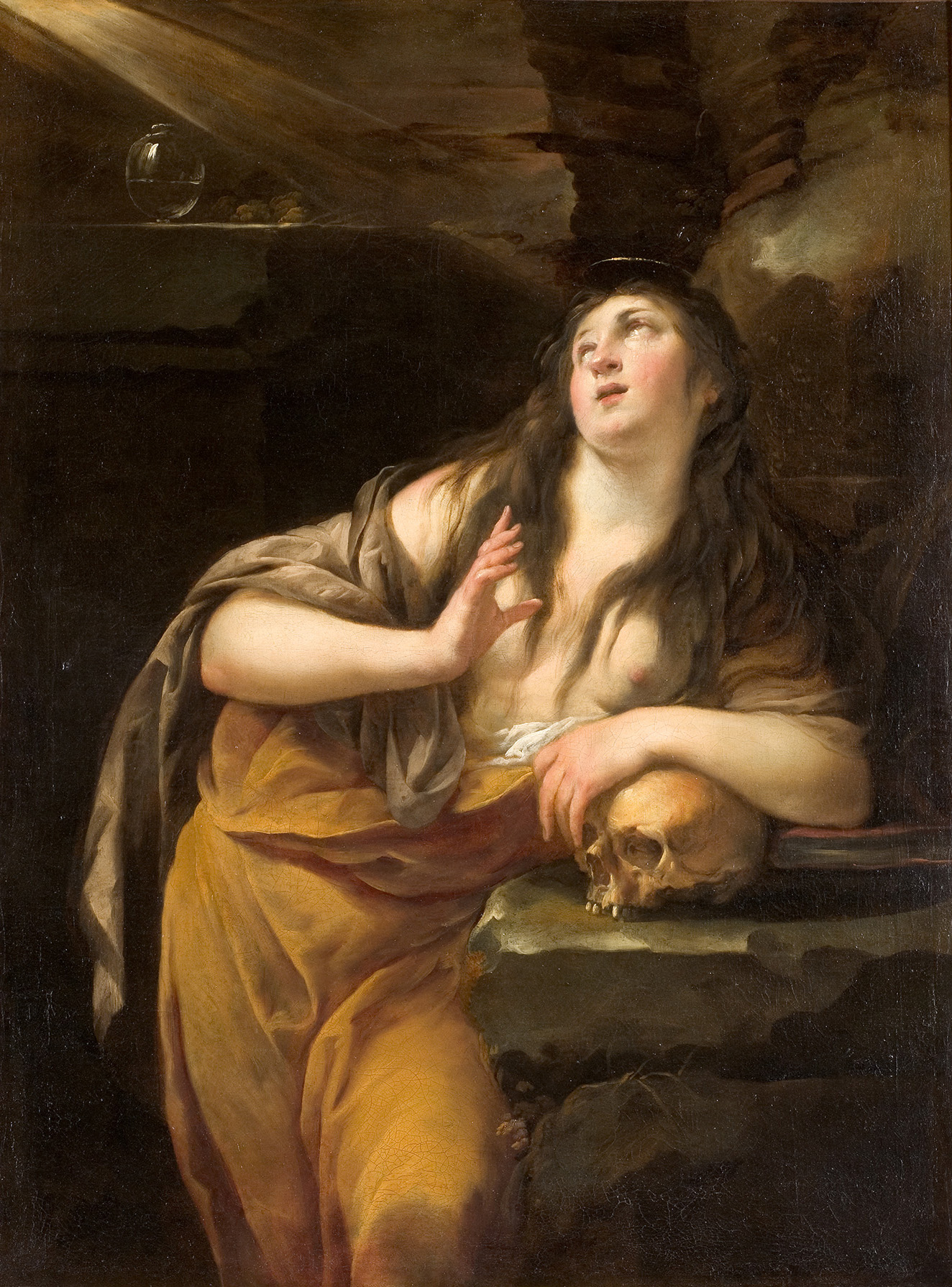
Кающаяся Мария Магдалина. 1637. Холст, масло. Музей Фабра, Монпелье
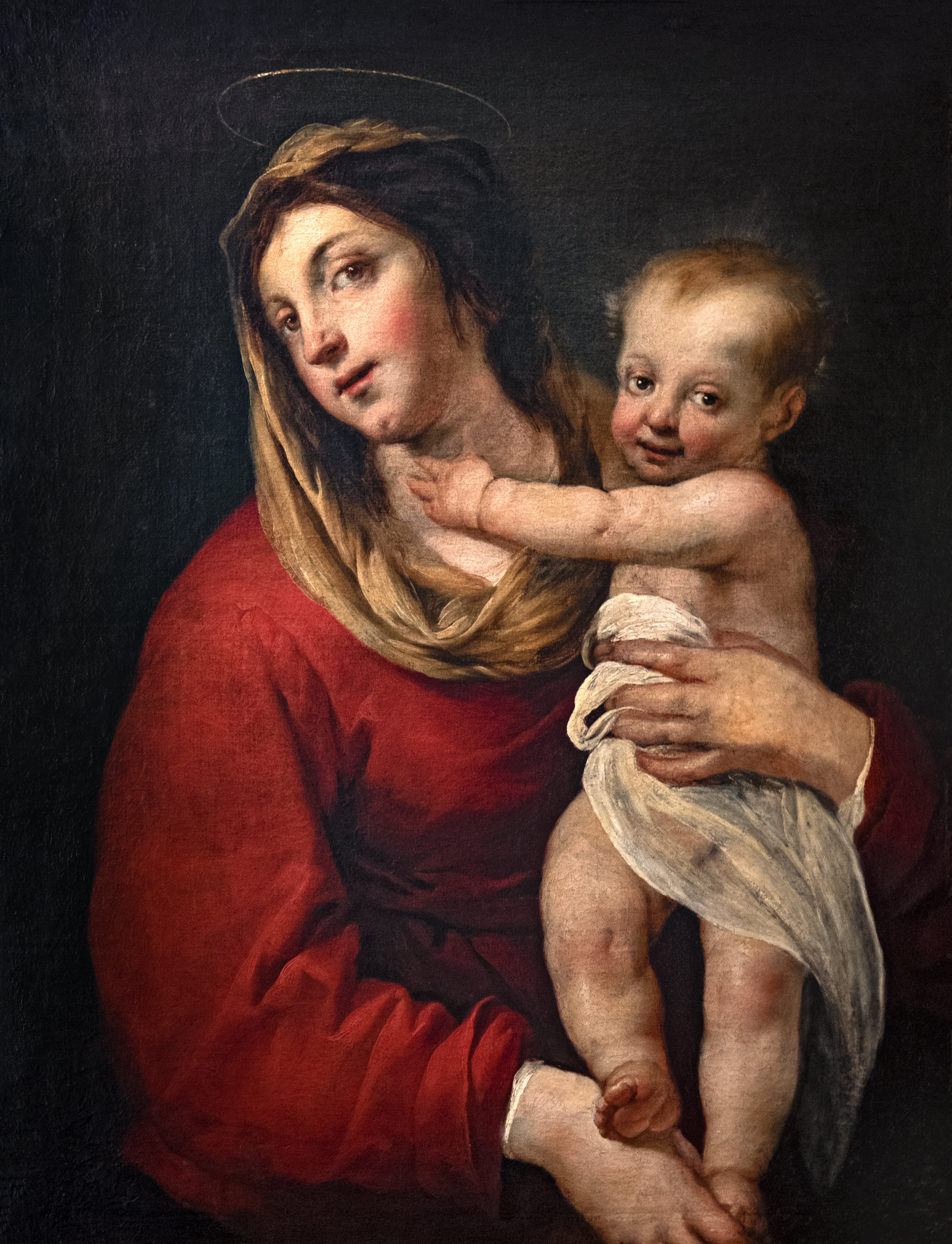
Мадонна с Младенцем. между 1629 и 1631. Холст, масло. Фонд Бемберг, Тулуза